# Dekan (Hochschule)
Ein Dekan oder eine Dekanin leitet eine Fakultät oder einen Fachbereich einer Hochschule. Die Stellvertretung erfolgt durch den Prodekan, oft der vorherige oder nachfolgende Dekan. Ein Studiendekan (auch Prodekan für die Lehre genannt) ist der Beauftragte für die akademische Lehre. Das Amt des Prodekans kann mit dem des Studiendekans vereinigt werden.

## Deutschland
In Deutschland wird ein Dekan meistens für die Dauer von zwei bis vier Jahren vom Fakultätsrat bzw. Fachbereichsrat gewählt. Seine Lehrverpflichtungen werden reduziert. Angesichts der wachsenden Verantwortung und Komplexität der Aufgaben im Management einer Fakultät bzw. eines Fachbereiches wird zunehmend über hauptamtliche Dekane ohne Lehrverpflichtung diskutiert, einige Hochschulgesetze sehen diese Möglichkeit vor.
An deutschen Hochschulen werden die für Dekane und Professoren vorgesehenen Stellen deutlich häufiger von Männern besetzt. Im Jahr 2019 hatten sieben von 44 befragten Hochschulen gar keine Dekanin, während sieben weitere Hochschulen nur eine einzige Dekanin vorweisen konnten.
Die Rechtsbefugnisse des Dekans sind je nach Land und Hochschule unterschiedlich und im Landeshochschulgesetz definiert. Im Allgemeinen gehören Personal- und Finanzangelegenheiten dazu, wie es gegebenenfalls in der Grundordnung der Hochschule spezifiziert wird: In der Regel obliegt dem Dekan die interne Verteilung der Personal- und Sachmittel, die der Fakultät vom Rektorat bzw. Präsidium der Hochschule zugewiesen werden. Dem Dekan obliegt auch die Sicherstellung eines angemessenen Lehrangebotes.
Dekane unterzeichnen die Habilitations- und Promotionsurkunden und überreichen an manchen Hochschulen, beispielsweise bei (öffentlichen) akademischen Festakten, Dokumente und Urkunden. In der Regel werden Dekane von einem hauptamtlichen Geschäftsführer oder von Dekanatsassistenten unterstützt, hinzu kommen oft gewählte Prodekane. Sofern vorhanden, wird die fakultätsinterne Verwaltung, welche einem Dekan unterstellt ist, als Dekanat bezeichnet. Der Begriff wird ebenfalls für die zu diesem Zweck genutzten Räumlichkeiten verwendet.
Einige Universitäten sehen die Möglichkeit vor, die Position eines der Prodekane auch mit studentischen Mitgliedern zu besetzen, so ist dies beispielsweise gemäß den Ordnungen der Universität Rostock und auch der Leuphana Universität Lüneburg sowie der Bauhaus-Universität Weimar möglich. An letzterer wurde diese Möglichkeit bereits in die Praxis umgesetzt. Auch an einigen Fachhochschulen, wie beispielsweise der FH Aachen oder der FH Münster, führen Studierende das Amt eines studentischen Prodekans aus.
Oft ist der Stellvertreter des Dekans, der sogenannte Prodekan, zugleich Studiendekan.

## Vereinigte Staaten
Der vergleichbare nordamerikanische (und auch in England gebrauchte) Titel Dean weist auf eine ähnliche Tätigkeit hin. Dennoch bedeutet in den USA die Berufung zum Dean eine wesentliche Veränderung im Berufsweg des betroffenen Akademikers. Meist beginnt eine eigene Karriere im Wissenschaftsmanagement.

## Frankreich
Bis 1968 wurde für den Leiter einer Fakultät in Frankreich der Titel Doyen verwendet. Dieser ist in einigen Universitäten traditionell immer noch gebräuchlich. Von 1968 bis 1984 wurde der Titel directeur d’unité d’enseignement et de recherche (Direktor von Lehre und Forschung) gewählt. Derzeit wird der Titel directeur d’unité de formation et de recherche (Direktor von Ausbildung und Forschung) verwendet.

## Anrede
Bei offiziellen Anlässen in der Hochschule wird an traditionellen Universitäten teilweise die respektvolle, förmliche Anrede [Eure] Spektabilität (von lateinisch spectabilitas, „Ehrwürdigkeit“) gewählt. Kollegen aus der Professorenschaft verwenden die Anrede Spectabilis, wenn sie selbst an derselben Fakultät Dekan waren; ansonsten bleibt es bei der Anrede Spektabilität. In Österreich hingegen ist es üblich, den Dekan generell, unabhängig von der eigenen Stellung, als Spectabilis anzusprechen.
An traditionellen Universitäten oder Fakultäten kann der Dekan die Anrede Conspectabilis verwenden, wenn er einen anderen Dekan adressiert.